# همایاک آوتیسیان
همایاک آوتیسی آوتیسیان (ارمنی: Հմայակ Ավետիսի Ավետիսյան؛ زاده ۱۹ فوریهٔ ۱۹۱۲ - درگذشته ۲۷ نوامبر ۱۹۷۸) نقاش تک‌چهره و منظره‌نگاری، کارشناس علوم پرورشی و طراح اهل ارمنستان بود.

## زندگی‌نامه
وی در ۱۹ فوریهٔ ۱۹۱۲ در Մանդան در به دنیا آمد و از کالج دولتی هنرهای زیبای پانوس ترلمزیان و آکادمی امپریال هنر سنت پترزبورگ (۱۹۳۷) فارغ‌التحصیل گشت. وی عضو اتحادیه نقاشان ارمنستان بود. وی همچنین برنده جوایزی همچون مدال به خاطر پیروزی مقابل آلمان در جنگ بزرگ میهنی (۱۹۴۵–۱۹۴۱), نشان برجسته افتخار و چهره هنری شایسته ارمنستان شوروی شد. وی در ۲۷ نوامبر ۱۹۷۸ در سن ۶۶ سالگی در ایروان درگذشت.